# Debundscha
Debundscha (auch Debundja) ist ein Küstenort in der Südwestregion der Republik Kamerun.
Der Ort befindet sich am Fuße des Kamerunberges an seinem südwestlichen Hang und liegt an der Küste Kameruns am südatlantischen Ozean.
Debundscha gilt mit 10.287 Millimeter Regen als die niederschlagreichste Stadt des afrikanischen Kontinents. Allerdings zeigen die Regenaufzeichnungen, dass die Stadt Ureka, auf der Insel Bioko in Äquatorialguinea mit über 10.450 Millimeter jährlichen Niederschlag noch feuchter sein könnte.
Der Ort Debundscha ist eine der fünf regenreichsten Orte der Welt neben Lloró, Mawsynram, Mount Waialeale und Cherrapunji, da hier über 10.000 Millimeter (400 ins) jährlicher Regen fällt.

## Geschichte
Die deutschen Kolonialherren installierten 1904 im Zuge des infrastrukturellen Aufbaus der deutschen Kolonie Kamerun einen Leuchtturm in Debundscha. Weiterhin gab es in der Kolonialzeit dort Kakao- und Gummiplantagen.